# 宮下タケル
宮下 タケル（みやした たける、7月21日 - ）は日本の俳優、声優、演出家。山梨県忍野村出身。

## 人物・略歴
- 旧芸名は忍野 タケル（しのぶの たける）。本名は宮下 昌修（みやした まさのぶ）。特技 物真似、スポーツ全般。趣味 ドライブ、スポーツ全般。
- 劇団21世紀FOX創設メンバーのひとりである。Winner Voice&Entertainment Collegeの講師でもある。山中湖にペンションを持ち、自らがシェフとなって腕を振るっている。

## 出演

### 舞台
1984年
- 十一人の少年
- 挽歌RAブルース+グッドバイ

1985年
- 碧い彗星の一夜
- 月夜とオルガン
- 虎☆ハリマオ

1986年
- 私の青空
- 碧い彗星の一夜（再演）
- ベント

1987年
- BUDORI　眠れぬ夏の月
- 日曜日ナビはオルガンを弾いた
- BUDORI　眠れぬ夏の月（再演）

1988年
- 虎☆ハリマオ（再演）
- PICTURE BOOKS

1989年
- FAIRY TALE
- SUKOSHI FUSHIGI もの語り
- 日曜日ナビはオルガンを弾いた（改訂版）※劇団21世紀FOX旗揚げ五周年記念公演第二弾

1990年
- PICTURE BOOKS II

1991年
- 新・碧い彗星の一夜
- PICTURE BOOKS（再演）

1992年
- 日曜日ナビはオルガンを弾いた（改訂版再演）※NTTニューウェーブシアター
- インシデンタルギフト

1993年
- 作家とその弟子
- ギヤマンの仮面　第一編　俳優の仕事

1995年
- デザートはあなたと-情熱の砂漠・連続殺人事件-

1997年
- 北北東に進路をとれ
- 踊子　THE DANCE AT DEATH

1998年
- 冒険！！ロビンソン・クルウ島
- BUDORI　眠れぬ夏の月　※第42回公演

1999年
- ここより永遠に 最後の闘い
- トンデモ・ボカン

2000年
- 濡れたプールサイド　※番外公演・忍野タケルプロデュース（企画演出・出演作品）
- 改訂版 日曜日ナビはオルガンを弾いた　※第46回公演・中劇場協議会フェスティバル2000

2001年
- やっぱりあなたが一番いいわ（東大デスク 役）※番外公演
- 2001‐
- F・f・‐エフ‐（神澤知子 役）

2002年
- アリス・イン・ワンダーランド〜Grade Up Version !　ぴーちくぱーちくかしましい〜（見えない客たち、黒の女王 役）
- 月夜とオルガン（再演）（サンタ・ルナック 役）

2003年
- 音楽劇　碧い彗星の一夜　ファンタジィバージョン（法水憐太郎 役）
- 風博士（行者1）

2007年
- どってんかばなし －愛と空気の物語。－（見目 役）

2008年
- 深大寺恋物語（深沙大王 役）
- おかえりグランパ（藤原光輪 役）
- 音楽劇 ステーション・ケンジ-21FOXバージョン-（即物医師 役）

2009年
- スチャラカパイのギッチョンチョン（再演）（飛田金の助 役）

2010年
- 独立サッカリン部隊（再演）（白瀬中尉 役）
- 南の島に星がふる（白瀬中尉 役）

2011年
- 赤いリンゴに唇よせて（白瀬中尉 役）

2012年
- THE DANCE AT DEATH－踊子－（子牛田健 役）※第68回公演・北村想 戯曲傑作作品上演年間第一弾
- 日曜日ナビはオルガンを弾いた -改定版-（木曜日の男 役）※第69回公演・北村想 戯曲傑作作品上演年間第二弾

以上が劇団21世紀FOXでの出演作
- BENT（PARCO劇場）（ウルフ 役）※舞台デビュー作
- ボーイズレビュー（博品館劇場）
- フレンチカンカン（博品館劇場）

宮下タケルプロジェクト「Play-Boys」（芝居ユニット）主催
- 『紅（レッド）-PASSION』
- 『変 - CHANGE』

### 演出
- 劇団21世紀FOX「濡れたプールサイド」※番外公演・忍野タケルプロデュース（企画演出・出演作品）
- 宮下タケルプロジェクト「Play-Boys」『紅（レッド）-PASSION』
- 宮下タケルプロジェクト「Play-Boys」『変 - CHANGE』

### テレビアニメ
1999年
- 金田一少年の事件簿（1999年 - 2000年、会社員、小椋伸吾）

2001年
- パワーパフガールズ（メイジャーマン）

2002年
- 花田少年史（横溝の父）
- ワイルド7 another -謀略運河-（野々村）

2003年
- ガングレイヴ（カノン・バルカン）

2004年
- 鉄人28号（第4作）（ジルバ）
- ふたりはプリキュア（雪城太郎）

2005年
- ふたりはプリキュア Max Heart（雪城太郎）

### 吹き替え
※（）役名、〔〕俳優名

#### 映画
- ザ・シークレット エージェント（モンク）〔コスタス・マンディロア〕
- ザ・シークレット エージェント2（モンク）〔コスタス・マンディロア〕
- ビクター/ビクトリア〔ジャン・レノ〕
- ファイナル・コンタクト（MIB）〔クリス・マッカーティー〕
- メディコプター117

### テレビドラマ
- 銀河テレビ小説　金婚式（1987年1月5日〜23日、NHK）
- 鎌倉恋愛委員会（TBS）
  - 第2話 テーマ「二人とも愛してはいけないのですか!?」ドラマ『トゥルー・ハピネス』（1991年10月15日）
  - 第10話 ドラマ『愛される資格』（1991年12月17日）

### テレビ番組
- シャドーマン（2002年8月24日、NHK教育） - シャドーマンのつかい 役

### ラジオ番組
- ラジオボンバー「芝居のススメ」（2004年12月18日、調布FM）※ゲスト〈『Play-Boys』宮下タケル、木村公一、沢井純貴〉

### CM
- 日本ケンタッキー・フライド・チキン　2005年クリスマスキャンペーン『パーティバーレル篇』（父 役）